# Мелет
Мелет (енгл. Mellette) град је у америчкој савезној држави Јужна Дакота.

## Демографија
По попису из 2010. године број становника је 210, што је 38 (-15,3%) становника мање него 2000. године.
| Група             | 2000.       | 2010.       |
| Белци             | 245 (98,8%) | 203 (96,7%) |
| Афроамериканци    | 0 (0,0%)    | 0 (0,0%)    |
| Азијати           | 0 (0,0%)    | 0 (0,0%)    |
| Хиспаноамериканци | 1 (0,4%)    | 1 (0,5%)    |
| Укупно            | 248         | 210         |